# Antonio Meucci
Antonio Santi Giuseppe Meucci (Florença, 13 de abril de 1808 — Nova Iorque, 18 de outubro de 1889) foi um inventor italiano, conhecido como o criador do teletrofone, aparelho considerado como o precursor do atual telefone.

## Vida
Estudou   engenharia química e engenharia industrial na Academia de Belas Artes de Florença, mas não completou seus estudos por falta de recursos financeiros, vindo a trabalhar posteriormente como empregado da alfândega e, depois, como cenógrafo, no histórico Teatro della Pergola, onde conheceria sua futura esposa, Ester Mochi.
Entre 1833-1834, Meucci foi preso por participar no movimento de unificação italiana. Casou-se no dia 7 de agosto de 1834 com Ester Mochi. Novamente acusado de conspiração por participar do movimento de unificação da Itália, ficou preso por mais três meses.
Em outubro de 1835, ele e sua mulher decidem deixar Florença para sempre e emigram para Cuba, onde Meucci obtém um emprego no Teatro  Tacón, em Havana. Lá construiu um sistema de purificação de água e reconstruiu o Teatro.:37, 47–52
Em 1850 Meucci e a mulher mudam-se para os Estados Unidos, instalando-se no bairro de Clifton, em Staten Island, onde o casal viveria pelo resto da vida. Em 1851, os Meucci hospedam Giuseppe Garibaldi em seu exílio nos Estados Unidos.

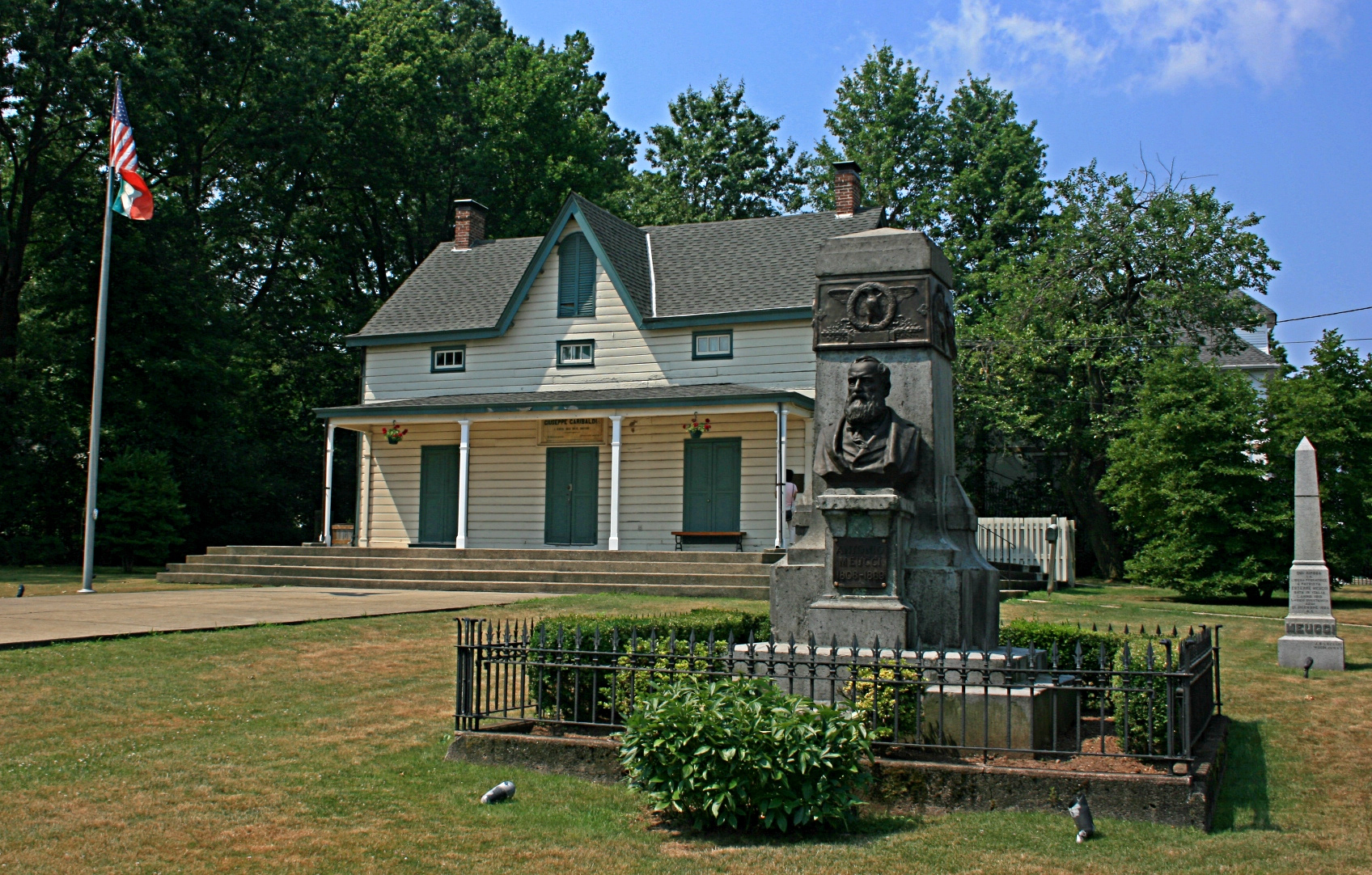
Casa Garibaldi-Meucci em Staten Island

Em 1856, Antonio Meucci construiu um telefone eletromagnético - que denominou telettrofono - para conectar seu escritório ao seu quarto, localizado no segundo andar da casa, pois sua esposa sofria de reumatismo.
Porém, devido a dificuldades financeiras, Meucci apenas conseguiu pagar por uma patent caveat (uma espécie de patente provisória) para o teletrofone. Enviou um modelo e detalhes técnicos à empresa de telégrafos Western Union, mas os executivos não demonstraram interesse. Quando Meucci exigiu a devolução dos seus projetos, em 1874, alegaram que haviam sido perdidos. Dois anos mais tarde, em 1876, Alexander Graham Bell, que havia dividido um laboratório com Meucci, conseguiu obter a patente do telefone e fez um negócio lucrativo com a Western Union. Meucci processou Bell e estava próximo da vitória: a Suprema Corte dos Estados Unidos acolhera o caso e iniciaram-se as acusações por fraude. Mas o inventor faleceu em 1889, e o caso foi encerrado. Assim, Graham Bell foi considerado durante muitos anos como o inventor do telefone.
O trabalho de Meucci foi reconhecido postumamente em 11 de junho de 2002, quando o Congresso dos Estados Unidos aprovou a resolução nº 269, estabelecendo que o inventor do telefone fora, na realidade, Antonio Meucci e não Alexander Graham Bell.

## Invenções patenteadas por Meucci
Antonio Meucci não foi somente o inventor do telefone, mas trabalhou em vários outros inventos, dos quais alguns conseguiu patentear:
| Patente | Invento                                                   | País           | Requerimento | Concessão  |
| ------- | --------------------------------------------------------- | -------------- | ------------ | ---------- |
| 22 739  | Molde (Forma) de Vela                                     | Estados Unidos | 15/11/1858   | 25/01/1859 |
| 30 180  | Aparelho de modelação de velas                            | Estados Unidos | 06/06/1860   | 25/09/1860 |
| 36 192  | Lâmpada queimante                                         | Estados Unidos | 07/05/1862   | 12/08/1862 |
| 30 419  | Melhoramento no tratamento de óleos minerais para pintura | Estados Unidos | 16/06/1862   | 09/09/1862 |
| 38 714  | Preparativos de Hidrocarbonos para pintura                | Estados Unidos | 03/04/1863   | 16/05/1893 |
| 44 735  | Goma de remoção de Mat Vegetal para Papel de Polpa        | Estados Unidos | 12/09/1864   | 18/10/1864 |
| 46 607  | Fabricação de Cordames de Fibras Vegetais                 | Estados Unidos | 17/01/1865   | 28/02/1865 |
| 47 068  | Melhoramento sobre a Pat-44.735                           | Estados Unidos | 28/03/1865   | 28/03/1865 |
| 758     | Goma de remoção de Mat. Vegetal para Papel de Polpa       | Inglaterra     | 1865         | 1865       |
| 44 735  | Goma de remoção de Mat. Vegetal para Papel de Polpa       | Itália         | 1869         | 03/11/1869 |
| 47 068  | Goma de remoção de Mat. Vegetal para Papel de Polpa       | Itália         | 1869         | 03/11/1869 |
| 53 163  | Tratamento da Fibra Vegetal para Papel de Polpa           | Estados Unidos | 03/08/1865   | 13/03/1866 |
| 122 478 | Bebidas Efervescentes                                     | Estados Unidos | 20/11/1871   | 21/01/1872 |
| 142 071 | Molho para alimentos                                      | Estados Unidos | 09/06/1873   | 21/10/1873 |
| 1 503   | Marca registrada de molho para alimentos                  | Estados Unidos | 09/06/1873   | 26/08/1873 |
| 162 273 | Lactômetro                                                | Estados Unidos | 23/09/1875   | 28/09/1875 |
| 183 062 | Higrômetro                                                | Estados Unidos | 01/12/1875   | 10/10/1876 |
| 279 492 | Pasta plástica                                            | Estados Unidos |              | 12/06/1888 |